# Dudley Joy Morton
Dudley Joy Morton (geboren 27. März 1884 in Baltimore, Maryland; gestorben 22. Mai 1960) war ein US-amerikanischer Mediziner mit einem Schwerpunkt auf Anatomie und Podologie.

## Werke
- Evolution of the Human Foot. 1922
- The Human Foot: Its Evolution, Physiology And Functional Disorders. 1935
- Oh, doctor! my feet! 1939
- Human Anatomy; double dissection method. Columbia University Press, 1943
- Human Locomotion and Body Form: A Study of Gravity and Man. 1952